# 下関壇之浦バスストップ
下関壇之浦バスストップ（しものせきだんのうらバスストップ）は、山口県下関市椋野町一丁目の関門自動車道上にあるバス停。
かつては下関市街地を通過する昼行高速バス（黒崎 - 秋芳洞線「あきよし号」（西日本鉄道）、黒崎 - 俵山温泉線（サンデン交通）など）が停車していたが、2019年（令和元年）現在ではこのバス停に停車する高速バスは存在せず、西日本高速道路（NEXCO西日本）の管理用施設に転用されている。両隣の下関IC・壇之浦PAとの誤進入を防ぐためと、一般車両によるバス停の不正利用を防止するため、バス停前後の加速車線・減速車線はバリケードで仕切られている。

## 隣
E2A 関門橋
(37)下関IC - (BS)下関壇之浦BS（休止中） - (PA)壇之浦PA（下り線） - (38)門司港IC - (PA)めかりPA（上り線） - (BS)門司港BS（休止中）
E2A 中国自動車道
(BS)長門勝山BS（休止中） - (37)下関IC